# Балківці (Румунія)
Балківці, Белкеуць, Белкеуці (рум. Bălcăuți) — село у повіті Сучава в Румунії. Входить до складу комуни Белкеуць.

## Географія
Село розташоване на відстані 384 км на північ від Бухареста, 29 км на північний захід від Сучави, 140 км на північний захід від Ясс.

## Історія
Найдавніші історичні згадки щодо Балківців є за 1430 рік. Першою документальною згадкою про Балківці є «Дарча грамота молдавського воєводи Стефана Путненському монастиреві на село Балківці від 10 вересня 1471 року, Сучава».
У 1823 року в селі мешкало 650 осіб. 
За переписом 1900 року в селі було 355 будинків, проживали 1732 мешканці: 1678 українців, 18 румунів, 20 німців, 11 поляків і 5 липованів).

## Населення
За даними перепису населення 2002 року у селі проживали 1536 осіб.
Національний склад населення села:
| Національність | Кількість осіб | Відсоток |
| -------------- | -------------- | -------- |
| українці       | 1008           | 65,6%    |
| румуни         | 528            | 34,4%    |

Рідною мовою назвали:
| Мова       | Кількість осіб | Відсоток |
| ---------- | -------------- | -------- |
| українська | 1058           | 68,9%    |
| румунська  | 478            | 31,1%    |

## Персоналії
- Одовічук Іван Ількович — юрист, поручник Української Галицької армії, громадсько-політичний діяч, публіцист.